# 香港仔避風塘
香港仔避風塘是香港在香港島黃竹坑、香港仔與鴨脷洲北部之間的避風塘，可以再細分為香港仔西避風塘及香港仔南避風塘兩部份，以鴨脷洲大橋及香港仔海峽大橋分界。

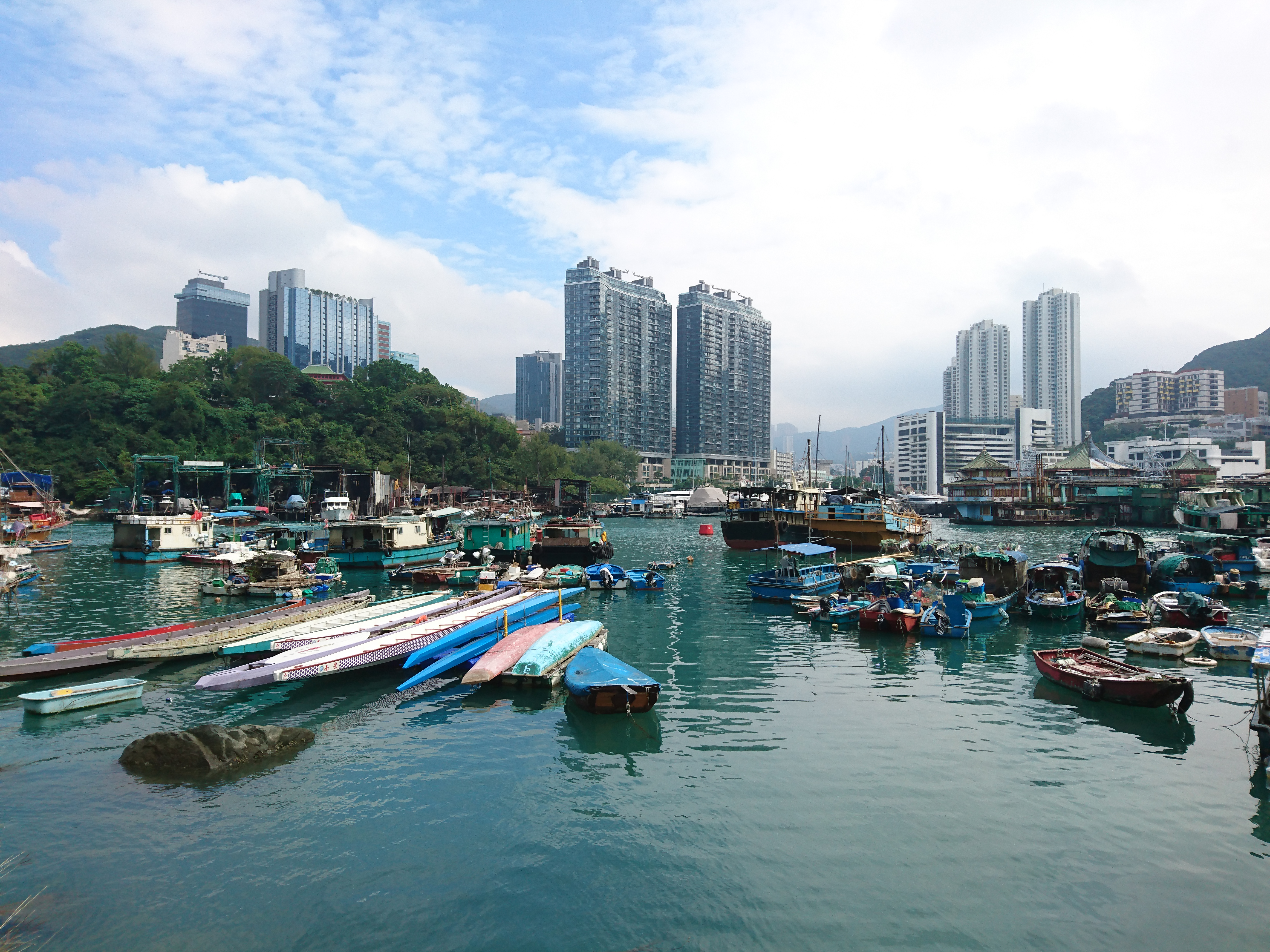
香港仔南避風塘近深灣

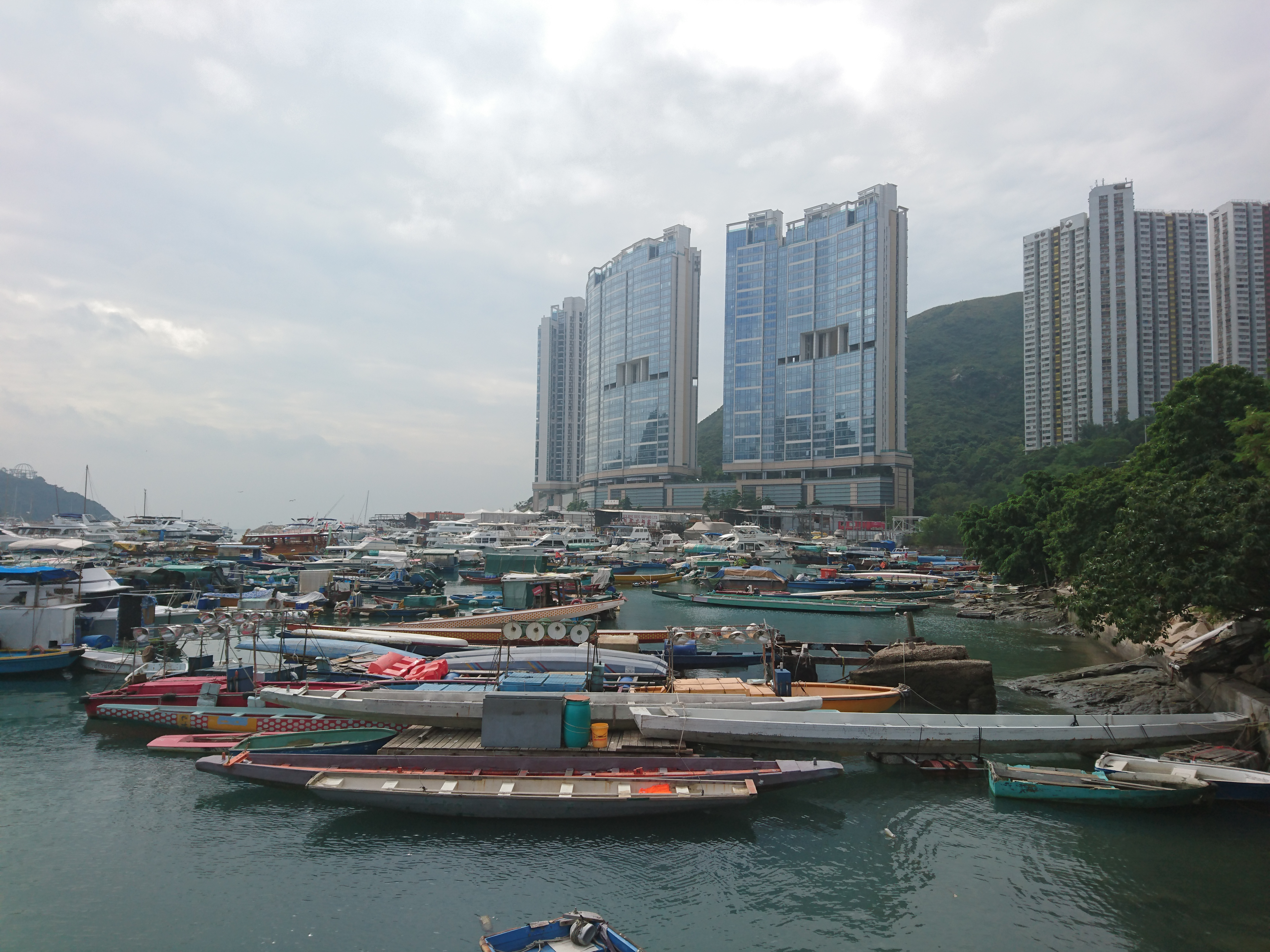
香港仔南避風塘近鴨脷洲東岸

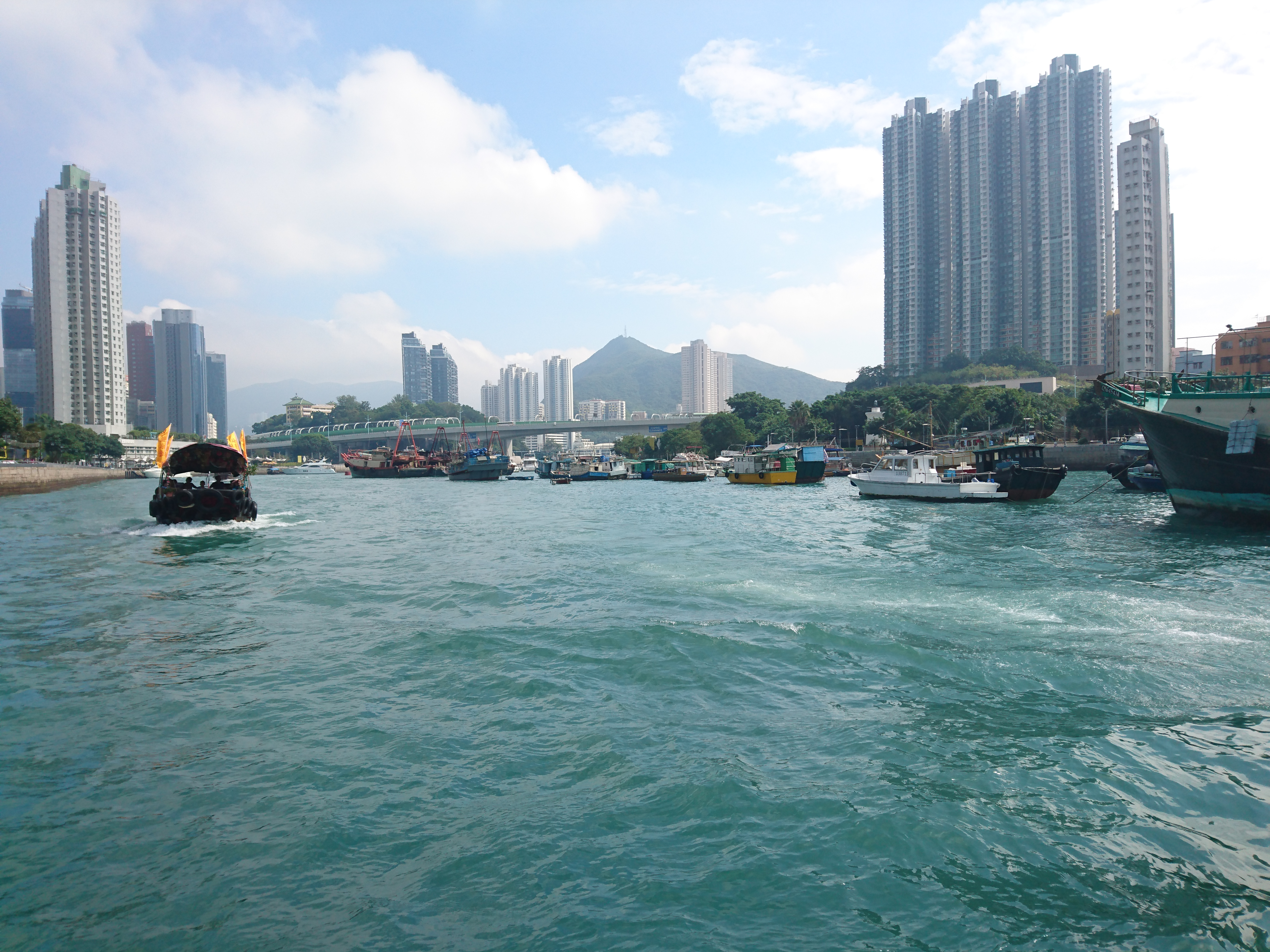
香港仔西避風塘

香港仔原為一個傳統的漁村，而香港仔避風塘一直以來都是本地漁民的庇護港，遊人可嘗嘗乘坐舢舨的滋味，在港灣內一遊。香港仔避風塘亦設有街渡，來往香港仔與鴨脷洲兩岸，穿插於漁船之間，是為遊覽避風塘的一個好方法。

## 組成部份
「香港仔西避風塘」是指香港仔與鴨脷洲北岸之間海面的避風塘，停泊的大多是作業捕魚船隻，按照香港海事處浮泡的位置，每三五隻漁船連靠一起，分區井井有條地排列，充滿漁村風情。避風塘內約有數百個艇戶居住於漁船之內，主要為蜑家和鶴佬漁民。
「香港仔南避風塘」則是深灣、布廠灣一帶與鴨脷洲東岸之間海面的海峽，為深灣遊艇會及香港仔遊艇俱樂部的所在地，停泊了很多遊艇。昔日該處兩岸也是中小型船廠的集中地。珍寶王國也是位於香港仔南避風塘的中央。

## 事件
- 2021年6月27日，香港仔南避風塘凌晨發生三級火，波及至少三十多艘船隻，焚燒約6小時後救熄，過程中無人受傷[2]。

## 圖片

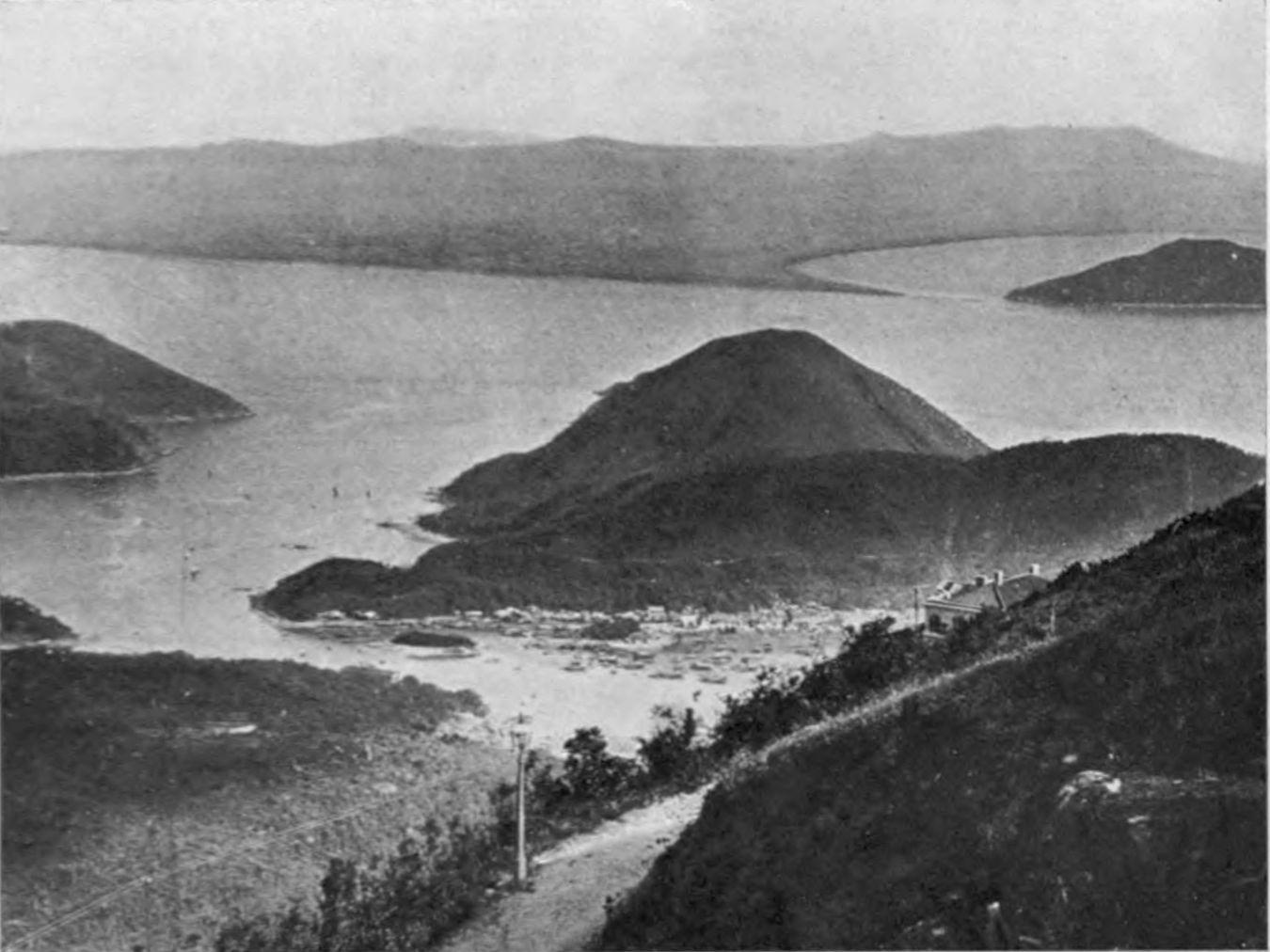
1908年太平山望香港仔避風塘
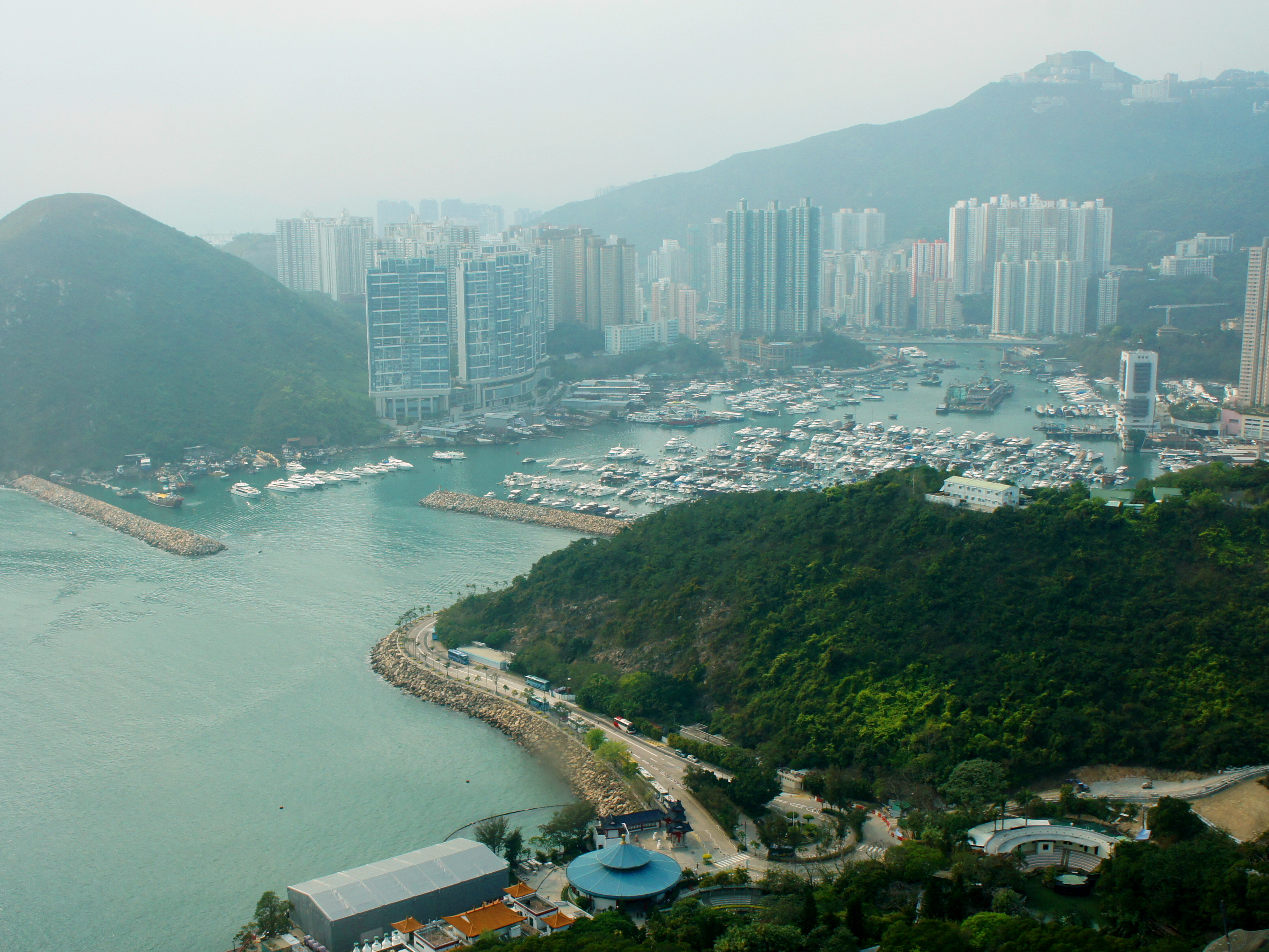
遠眺南避風塘，左方為大樹灣

## 外部連結
- 香港仔避風塘地圖 （页面存档备份，存于）